# Stazione di Itabashi
La stazione di Itabashi (板橋駅?, Itabashi-eki) è una stazione ferroviaria di Tokyo e si trova nell'omonimo quartiere. La stazione è servita dalla linea Saikyō.

## Storia
La stazione venne aperta nel 1885.

## Linee e servizi
East Japan Railway Company
■ Linea Saikyō

## Struttura
La stazione è realizzata in terrapieno e possiede un marciapiede a isola, con due binari pasaanti in superficie.
| 1 | ■ Linea Saikyō | per Akabane, Ōmiya e Kawagoe                    |
| 2 | ■ Linea Saikyō | per Ikebukuro, Shinjuku, Shibuya e linea Rinkai |

## Stazioni adiacenti
| «            | Servizio         | »            |
| Linea Saikyō | Linea Saikyō     | Linea Saikyō |
| ------------ | ---------------- | ------------ |
| Jūjō         | Rapido Pendolari | Ikebukuro    |
| Jūjō         | Rapido           | Ikebukuro    |
| Jūjō         | Locale           | Ikebukuro    |